# Ixtlilxochitl I
Ixtlilxochitl Ome Tochtli (pron. [iʃtlil'ʃɔt͡ʃitl]; nahuatl: Īxtlīlxōchitl, [iːʃt͡ɬiːɬˈʃoːt͡ʃit͡ɬ]; fl. XV secolo) fu il tlatoani della Città-Stato Acolhua di Texcoco dal 1409 al 1418, e padre del famoso "poeta-re" Acolmiztli Nezahualcóyotl.

## Primi anni come tlatoani
Essendo discendente dei leggendari capi Chichimechi Xolotl e Nopaltzin, Ixtlixochitl divenne tlatoani di Texcoco nel 1409 in seguito alla morte del padre, Techotlala. Per molti anni Ixtlilxochitl continuò a pagare i tributi alla potente città tepaneca di Azcapotzalco ed al suo tlatoani Tezozómoc. Ixtlilxochitl era agitato per questo, ed invece della figlia di Tezozomoc preferì sposare la principessa Mexica Matlalcihuatzin, figlia di Huitzilíhuitl, tlatoani di Tenochtitlán.  
Nel 1414 Ixtlilxochitl assunse il titolo di Chichimeca Tecuhtli ("Signore dei Chichimechi") esortando i Mexica ad allearsi con lui in una ribellione contro Azcapotzalco. Huitzilíhuitl, forse per rispetto della moglie, figlia di Tezozomoc, mantenne il suo supporto a Tezozomoc e ad Azcapotzalco.

## Gli attacchi di Tezozomoc
In risposta alla sfida di Ixtlilxochitl, Tezozomoc guidò un grande esercito comprendente anche forze Mexica contro Texcoco. Nonostante un iniziale successo, Tezozomoc fu respinto. Ixtlilxochitl reagì a questa vittoria sfidando Azcapotzalco in battaglia, ed assediandola per molti mesi. Incapace di conquistare la città, Ixtlilxochitl tolse l'assedio tornando a Texcoco.  
Nel 1417 Huitzilíhuitl morì, e gli succedette come tlatoani Mexica il figlio Chimalpopoca. Come il padre, Chimalpopoca rimase leale a Tezozomoc, suo nonno.  
L'anno seguente le forze tepaneche, con alcuni contingenti Mexica, ripresero l'assedio a Texcoco riuscendo a far fuggire Ixtlilxochitl, che fu messo alle corde ai piedi del Monte Tlaloc. Il giovane figlio, Acolmiztli Nezahualcóyotl, assistette alla sua morte dai rami di un vicino albero. 
Texcoco fu consegnata a Tenochtitlan come tributaria, e Nezahualcoyotl fuggì in esilio a Huexotzingo. Dieci anni dopo Nezahualcoyotl avrebbe vendicato la morte del padre riconquistando Texcoco grazie all'aiuto di Itzcóatl, successivo tlatoani di Tenochtitlán.